# Port lotniczy Rørvik
Port lotniczy Rørvik – krajowy port lotniczy położony w Ryumsjøen. Jest jednym z największych portów lotniczych w północnej Norwegii.

## Linie lotnicze i połączenia
| Linia lotnicza | Kierunek               |
| -------------- | ---------------------- |
| Widerøe        | 1. Namsos 2. Trondheim |